# Деміївський снарядний завод
Демі́ївський снаря́дний завод — промислове підприємство, що виникло на Деміївці в роки Першої світової війни.
Існував до 1918 року.